# Challenger de Tampere 2021
El torneo Tampere Open 2021 fue un torneo profesional de tenis. Perteneció al ATP Challenger Series 2021. Se disputó en su 39.ª edición sobre superficie tierra batida, en Tampere, Finlandia entre el 19 al el 25 de julio de 2021.

## Jugadores participantes del cuadro de individuales
| Favorito | País                        | Jugador                 | Rank1 | Posición en el torneo |
| -------- | --------------------------- | ----------------------- | ----- | --------------------- |
| 1        | Bandera de los Países Bajos | Botic van de Zandschulp | 132   | Semifinales           |
| 2        | Bandera de Suiza            | Henri Laaksonen         | 134   | Baja                  |
| 3        | Bandera de Francia          | Antoine Hoang           | 148   | Primera ronda         |
| 4        | Bandera de España           | Mario Vilella Martínez  | 178   | Cuartos de final      |
| 5        | Bandera de Kazajistán       | Dmitry Popko            | 185   | Cuartos de final      |
| 6        | Bandera de Bélgica          | Kimmer Coppejans        | 191   | Primera ronda         |
| 7        | Bandera de Francia          | Alexandre Müller        | 197   | Segunda ronda         |
| 8        | Bandera de Argentina        | Guido Andreozzi         | 206   | Segunda ronda         |

- 1 Se ha tomado en cuenta el ranking del 12 de julio de 2021.

### Otros participantes
Los siguientes jugadores recibieron una invitación (wild card), por lo tanto ingresan directamente al cuadro principal (WC):
- Patrik Niklas-Salminen
- Otto Virtanen
- Leo Borg

Los siguientes jugadores ingresan al cuadro principal tras disputar el cuadro clasificatorio (Q):
- Geoffrey Blancaneaux
- Bogdan Bobrov
- Arthur Cazaux
- Nicolás Kicker

## Campeones

### Individual Masculino
- Jiří Lehečka derrotó en la final a  Nicolás Kicker, 5–7, 6–4, 6–3

### Dobles Masculino
- Pedro Cachín /  Facundo Mena derrotaron en la final a  Orlando Luz /  Felipe Meligeni Alves, 7–5, 6–3